# Reißkofel
Reißkofel – szczyt w Alpach Gailtalskich, w Alpach Wschodnich. Leży w Austrii, w Karyntii. Szczyt od razu wpada w oko, ponieważ wznosi się dość stromo 1700 m ponad dolinę Gailtal i Drawę. W pobliżu nie ma większych szczytów, więc Reißkofel jest bardzo popularny.